# Getal van Schmidt
Het getal van Schmidt, {\displaystyle Sc}, is een dimensieloos getal dat de verhouding tussen kinematische viscositeit en molaire diffusiviteit aangeeft.
{\displaystyle Sc={\nu  \over D_{v}}}
of
{\displaystyle Sc={\eta  \over \rho \cdot D_{v}}}
Daarin is:
{\displaystyle \nu } de kinematische viscositeit [m2 s−1]
{\displaystyle \eta } de dynamische viscositeit [kg m−1 s−1]
{\displaystyle \rho } de dichtheid [kg m−3]
{\displaystyle D_{v}} de molaire diffusiviteit [m2 s−1]
Het getal is genoemd naar Ernst Schmidt (1892-1975) een Duitse pionier op het gebied van massa- en warmtetransport. Ernst Schmidt was ook nauw betrokken bij de ontwikkeling van de internationale stoomtabellen.
Archimedes ·
Atwood ·
Bagnold ·
Bejan ·
Biot ·
Bond ·
Brinkman ·
capillair getal ·
Cauchy ·
Damköhler ·
Darcy ·
Dean ·
Deborah ·
Eckert ·
Ekman ·
Eötvös ·
Euler ·
Froude ·
Galilei ·
Graetz ·
Grashof ·
Görtler ·
Hagen ·
Iribarren ·
Keulegan-Carpenter ·
Knudsen ·
Laplace ·
Lewis ·
Mach ·
Marangoni ·
Morton ·
Nusselt ·
Ohnesorge ·
Péclet ·
Prandtl ·
Rayleigh ·
Reynolds ·
Richardson ·
Roshko ·
Rossby ·
Rouse ·
Schmidt ·
Sherwood ·
Shields ·
Stanton ·
Stokes ·
Strouhal ·
Stuart ·
Suratman ·
Taylor ·
Ursell ·
Weber ·
Weissenberg ·
Womersley